# 雷克辛鎮區 (北達科他州基德縣)
雷克辛鎮區（英語：Rexine Township）是位於美國北達科他州基德縣的一個鎮區。

## 地方資料
雷克辛鎮區的面積為92.11平方千米，當中陸地面積為87.93平方千米，而水域面積為4.18平方千米。根據2020年美國人口普查的數據，當地共有人口7人，而人口密度為每平方千米0.08人。